# کیم می-یونگ
کیم می-یونگ (کره‌ای: 김미영؛ زادهٔ ۶ مهٔ ۱۹۸۳) یک بازیکن تنیس روی میز اهل کره شمالی است.
وی در مسابقات کشوری و بین‌المللی در مجموع برنده ۱ مدال طلا، ۱ مدال نقره شده است.